# Husova kolonie
Husova kolonie je část Českých Budějovic ležící mezi železničním viaduktem z ulice J. Plachty a rybníkem Šafránek v severovýchodní části města. V roce 2011 zde trvale bydlelo 369 obyvatel.

## Historie a vývoj
Název vznikl na základě Husových oslav konaných tradičně 6. července v místě zvaném U křížku, které se nachází poblíž současného ČSAD. V oblasti se mezi světovými válkami začaly stavět obytné domy a ulice dostávaly názvy podle slavných českých osobností a událostí, například Žerotínova, Rokycanova nebo Mikuláše z Husi. Ačkoli název dlouho nebyl oficiální a preferovalo označení kolonie u Rozumova dvora, vžil se. Nadále se používá i lidové označení „Čína“, které nejspíše souvisí s polohou oblasti, kam se muselo stoupat a ve větru tam bývala „čina“. Po Rozumově statku byla původně pojmenována i jedna z prvních ulic, která byla v roce 1963 přejmenována na Trocnovskou.
Po roce 1945 byly vystavěny domy v ulicích Lomená a Krátká a přibývaly podnikové budovy v jihovýchodní a severovýchodní části kolonie. Zde umístěné vysílače využívá Český rozhlas Dvojka a Rádio Dechovka.
V severní části se rozkládá zahrádkářská osada, která tak z části Husovy kolonie vytváří rekreační oblast. Od roku 2011 rozlehlé území této osady protíná ulice Generála Píky, která tvoří spojku ulic Nádražní a Okružní, a do konce roku 2012 byl opraven železniční koridor s viadukty. V letech 2014–2015 byla vybudována zanádražní komunikace, která přes zahrádkářskou kolonii rovněž vede.

## Doprava
- Husova kolonie je obsluhována linkou číslo 12 městské hromadné dopravy na stejnojmennou zastávku.[8]
- Podél zanádražní komunikace vede cyklotrasa spojující Rudolfovskou ulici se spojkou Generály Píky.[9]

## Památky a zajímavosti
- Od roku 1933 do roku 1950 se rozvojem oblasti zabýval Spolek pro zvelebování Husovy kolonie v Č. Budějovicích.[3]
- Husova kolonie bývá někdy zaměňována s Havlíčkovou kolonií, která vznikla o několik let dříve,[3] zkracovaný název Husovka se používá také pro označení Husovy třídy.[2]

## Galerie

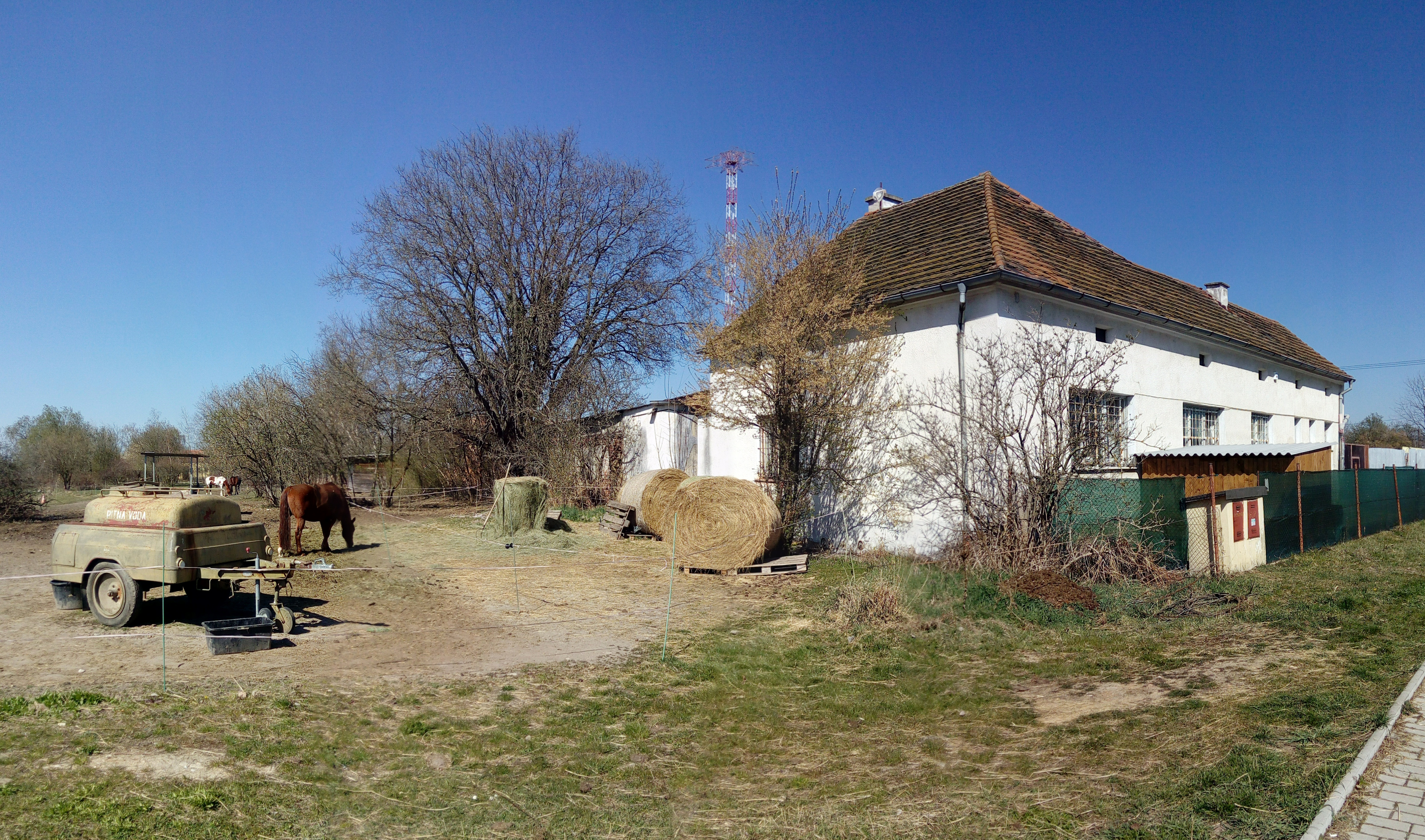
Rozumův dvůr
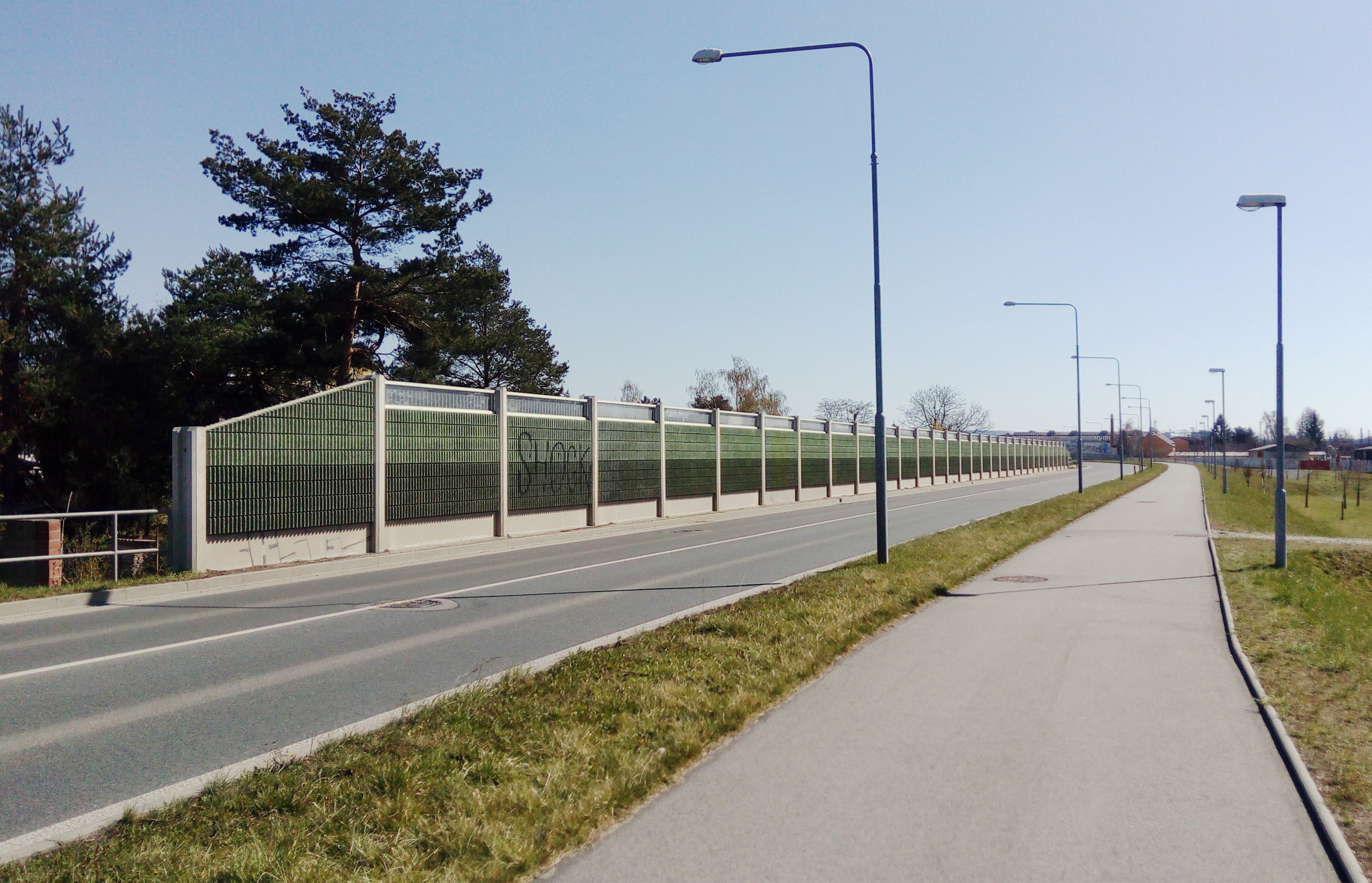
Cyklostezka podél zanádražní komunikace s protihlukovou stěnou
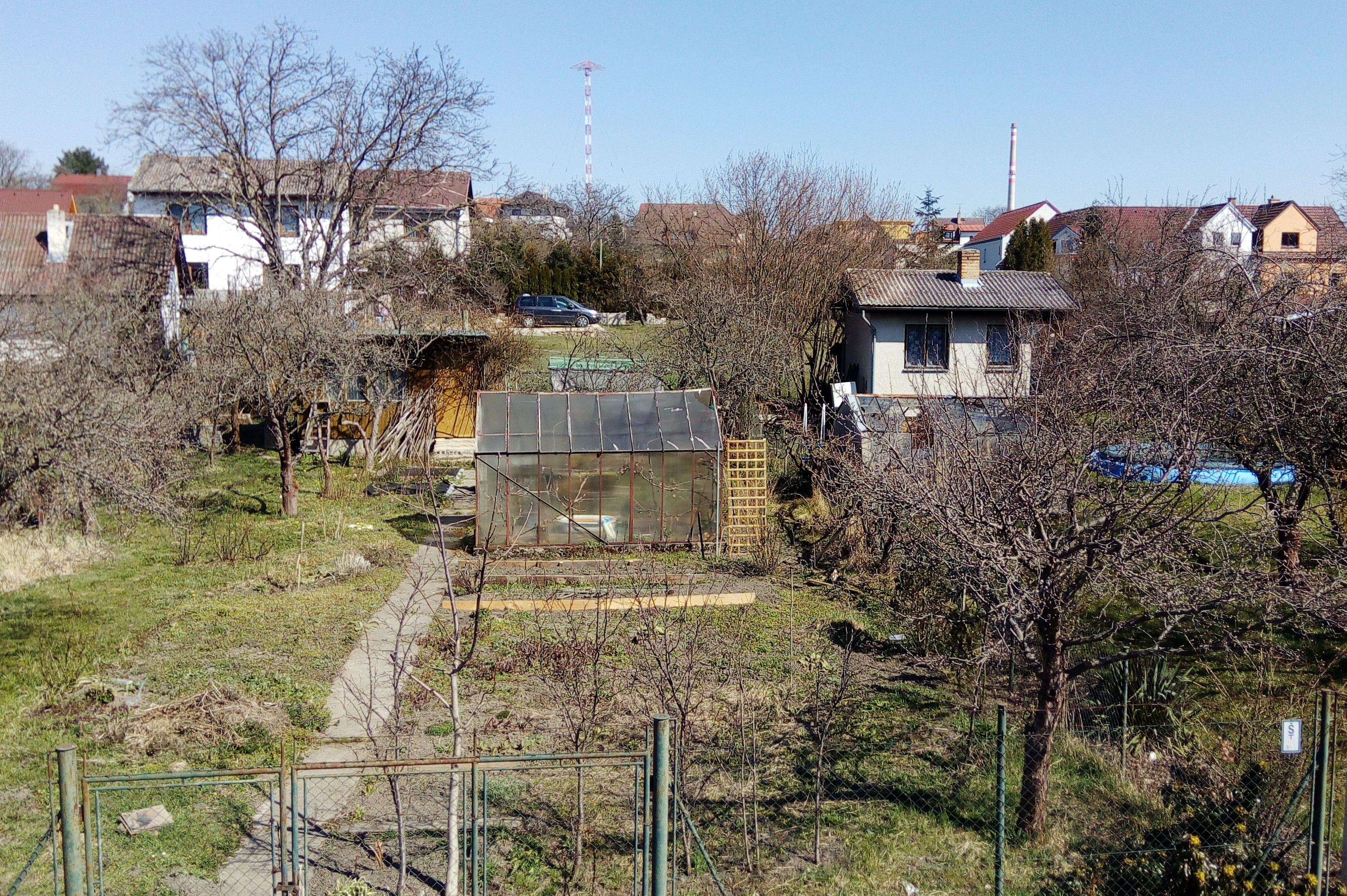
Zahrádkářská osada
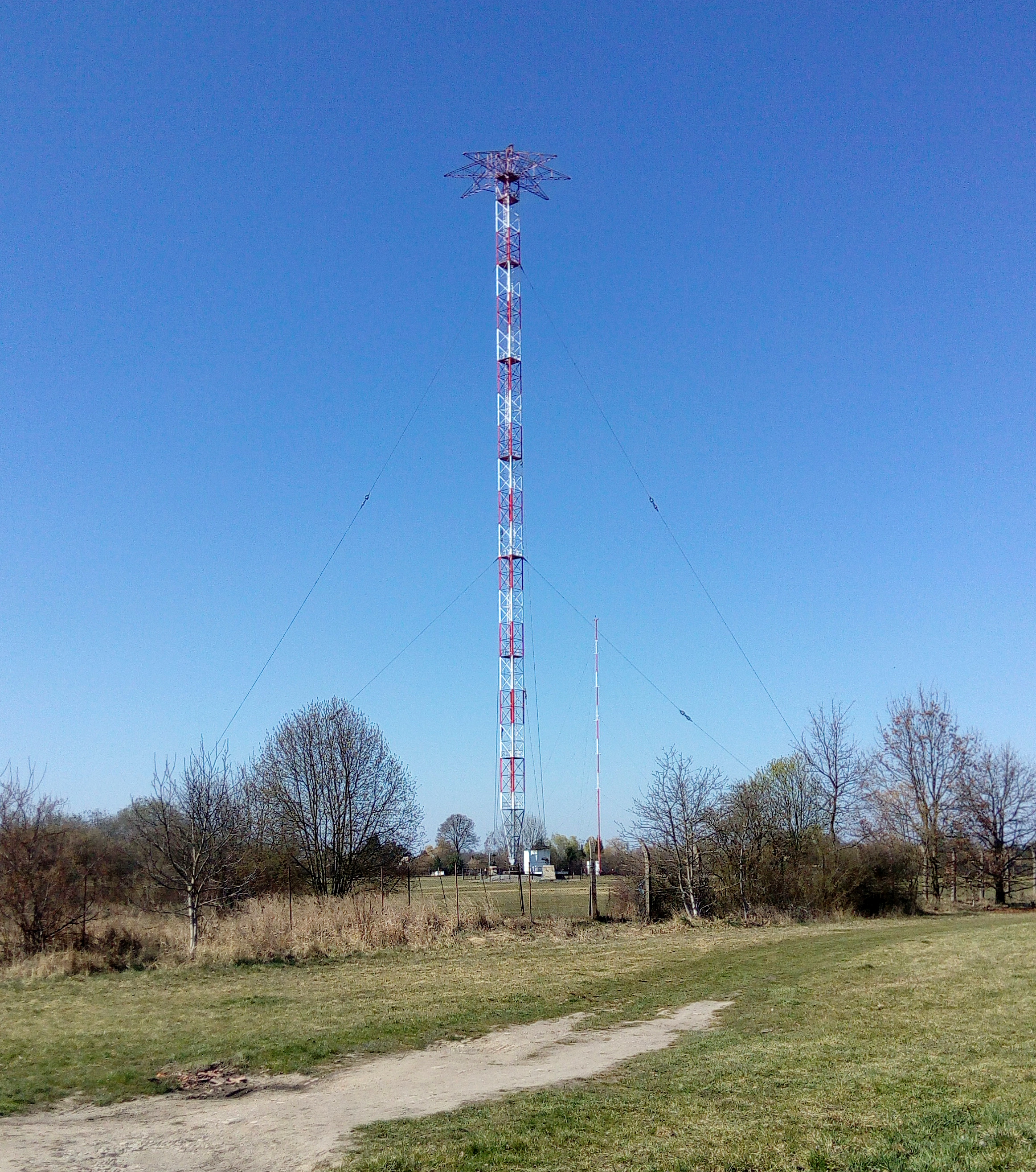
Vysílače v blízkosti Husovy kolonie
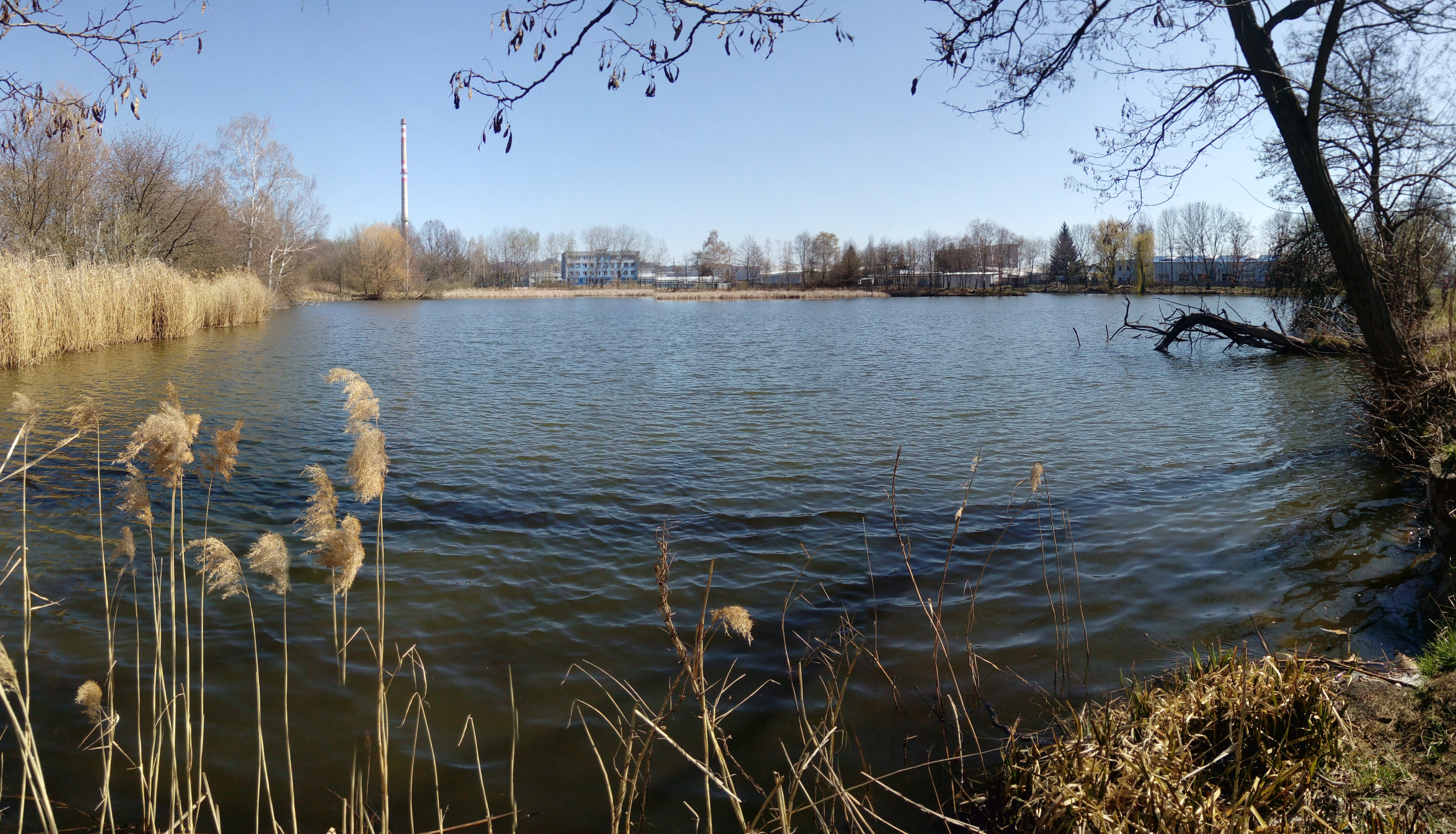
Rybník Šafránek